# Al-Zarara-Tor

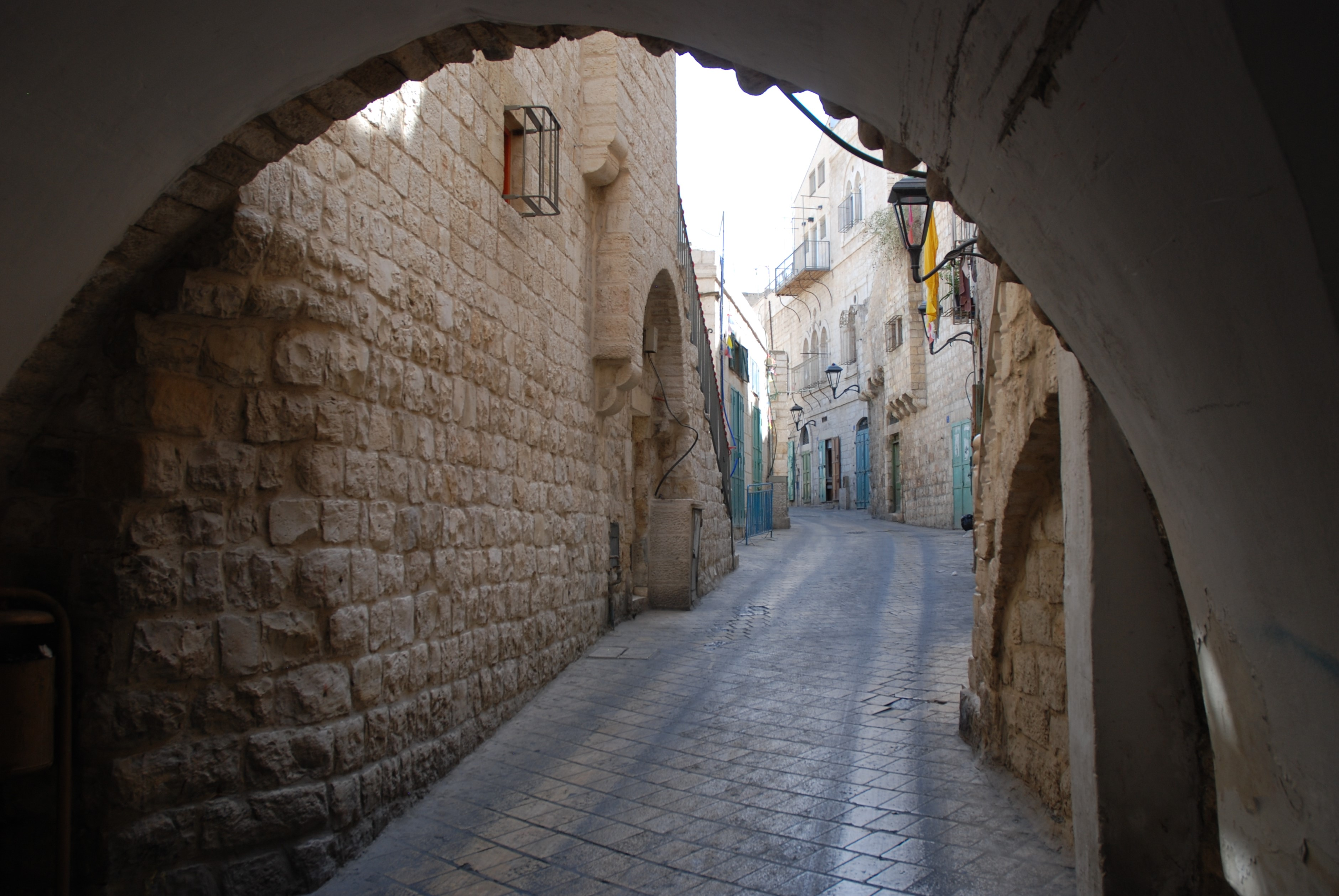
Blick durch das Al-Zarara-Tor auf die Sternstraße (2015)

Das Al-Zarara-Tor (arabisch قوس الزرارة, DMG Qaus az-Zarrāra), auch Damaskustor genannt (بوابة دمشق / Bawābat Dimašq), ist ein ehemaliges Stadttor der Stadt Bethlehem im Westjordanland.

## Lage
Das Tor liegt im Norden der Altstadt von Bethlehem in der Sternstraße. Durch das Tor führt der historische Pilgerweg zur Geburtskirche, der als Bestandteil der Weltkulturerbestätte „Geburtsstätte Jesu Christi: Geburtskirche und Pilgerweg, Bethlehem“ zum UNESCO-Welterbe gehört.

## Geschichte

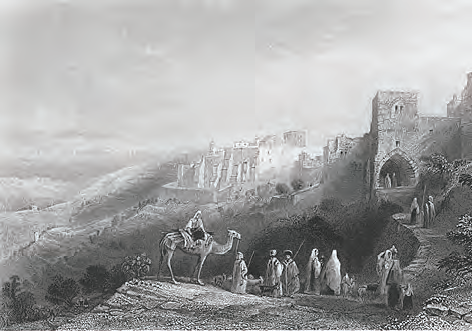
Damaskustor im 19. Jahrhundert

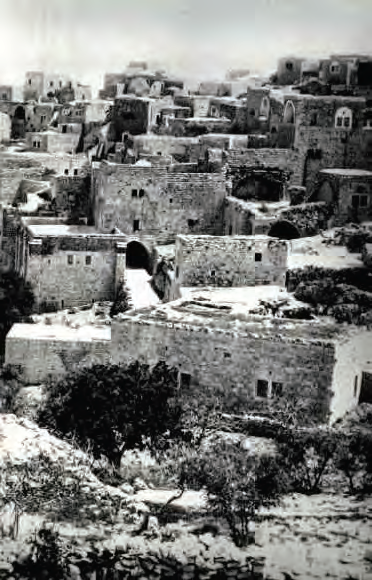
Sternstraße nördlich des Damaskustors, Foto von etwa 1880

Die Stadt Bethlehem hatte vermutlich bereits zur Zeit der Kanaaniter ein nach Norden führendes Stadttor. In israelitischer Zeit war es das Haupttor der Stadt und lag an der Straße, die in das nördlich benachbarte Jerusalem führte. Der christlichen Überlieferung nach sollen auch Josef und Maria auf ihrer Reise nach Bethlehem durch dieses Tor in die Stadt gekommen sein.
Im 6. Jahrhundert wurde das Tor unter dem oströmischen Kaiser Justinian I. neu errichtet. Ein weiterer Neubau erfolgte im 14. Jahrhundert unter der Herrschaft der Osmanen.
Das Tor bildete bis in das 19. Jahrhundert das Nordende von Bethlehem. Erst gegen Ende des 19. Jahrhunderts wurde der Bereich außerhalb des Tors bebaut.

## Beschreibung
Das Al-Zarara-Tor ist ein Torturm mit einem leicht spitzbogigen Durchgang, durch den die Sternstraße hindurchführt. Der Turm erstreckt sich über die gesamte Breite der Straße zwischen den angrenzenden Häuserzeilen. An dem Tor sind noch Reste der alten Stadtmauer erhalten.